# 薩烏麥與薩凜利
薩烏麥（排灣語：Saumai）與薩凜利（Saljimlj/Saljimlji），是台灣排灣族南排灣群（如牡丹部落、高士佛部落等）傳統信仰中的兩位祖神，兩人合稱靈之皇帝、為最高祖神，也是布曹爾亞族的始祖，分別掌管土地與天空。

## 傳說
傳說中，薩烏麥（女）和薩凜利（男）是由太陽兼創造神阿道．納婀馬第切開北大武山山頂而誕生的，原本天空很低，使得大地非常熱，薩凜利因此把天空推高，後來祂們兩人結婚、生下了六個孩子、命令他們創造動物並傳授給他們各種生活技能。
其中，六位孩子分別是：
| 名字               | 創造（傳授）                           |
| ------------------ | -------------------------------------- |
| Sapulalengan       | 創造鹿、山豬、山羊等野生動物放入山林中 |
| Sapaljengpungan    | 創造魚放入溪流                         |
| Saver、Satjukuzulj | 創造家豬                               |
| Saqumang           | 傳授種植小米、芋頭                     |
| Saljaljasuap       | 傳授種植黍、藜                         |

後來那些孩子持續傳宗接代，後代便成為了排灣族的祖先，每隔一段時間，兩人會為了賜福族人而拜訪各部落，而部落們也會舉辦盛大的祭典歡迎他們，便成為五年祭的由來。

### 其他版本
另有版本認為，薩烏麥和薩凜利所生的孩子是Sapulalengan、Saqumang、Saljaljasuap、Saver、以及上述列表中沒有的Salekuan和Satjuku六位（Sapaljengpungan和Satjukuzulj則沒有出現在此版本中）；或是只有一個孩子跟一個很大的卵，他們把卵放進月桃籠子中幾天後，生出了一條蛇與孩子玩耍，後來他們分別成為排灣族和百步蛇的祖先，所以百步蛇是排灣族的兄弟；也有說法認為，薩烏麥和薩凜利是生自今台東縣大武鄉和太麻里鄉境內一處叫kinavauqan（松仔腳之地）的巨石中，兩人結婚後先是生下蛇、目盲、獨臂、單腳以及無頭的孩子，最後才生下完整的男女，取名為Cudjui（男）和Muakai（女），兩人的後代因為土地狹窄而分別遷到Tipul（今卑南鄉）和Tjauvalji（今太麻里鄉），分別成為卑南族和排灣族的祖先。
另外，在下排灣社（北排灣族）的神話中，薩凜利是從太陽生下的蛋中出生的，他通曉耕種、狩獵、織布、巫術等多種生活技能，並且在月亮之女沙瓦篤拉樣（Savatjuljayan）創造出族人後教導他們。

## 職責
薩烏麥和薩凜利在其信仰地區一起被稱為「靈之皇帝」（Cemasnahungki），為最高的祖靈、祖靈界的頭目，也是布曹爾亞族（Vuculj）與箕模族、以及如Lovaniyau家族、Mavalyo家族等頭目家族的祖先，同時，薩凜利被視為掌管天空的雷神，常居於北大武山上方，會驅逐迫害族人的惡靈；而薩烏麥則被視為管理土地的地神，若有人進入北大武山伐木、在小米祭中割茅草或打破五年祭的慣例等禁忌，就會受到他們以雷擊、洪水、暴風雨、山崩、地震等方式懲罰，需要將一頭白毛豬以管珠（pula）、紅衣、鳥羽和紅毛髮裝飾後投入水中獻計才能平息憤怒，因此薩凜利有時也被視為是暴神；另外也有說法認為薩烏麥有司掌南方的職責。